# Geophilus alaskanus
Geophilus alaskanus är en mångfotingart som beskrevs av Cook 1904. Geophilus alaskanus ingår i släktet Geophilus och familjen storjordkrypare. Inga underarter finns listade i Catalogue of Life.